# Белвоар
Белвоар (фр. Belvoir) насеље је и општина у источној Француској у региону Франш-Конте, у департману Ду која припада префектури Монбелијар.
По подацима из 2011. године у општини је живело 95 становника, а густина насељености је износила 10,2 становника/km². Општина се простире на површини од 9,31 km². Налази се на средњој надморској висини од 600 метара (максималној 671 m, а минималној 506 m).

## Демографија
| 1962. | 1968. | 1975. | 1982. | 1990. | 1999. | 2011. |
| ----- | ----- | ----- | ----- | ----- | ----- | ----- |
| 120   | 130   | 115   | 100   | 98    | 102   | 95    |

График промене броја становника у току последњих година